# Hyeronimus Lorm
Hyeronimus Lorm, pseudonimo di Heinrich Landesmann (Nikolsburg, 9 agosto 1821 – Brno, 3 dicembre 1902), è stato uno scrittore tedesco.

## Biografia
Figlio di un ricco mercante della Moravia, all'età di 15 anni perse la vista e l'udito e cadde in una progressiva paralisi, che non gli impedì però di vivere a lungo.
Durante gli anni quaranta dell'Ottocento, Lorm scrisse molti articoli e opere di taglio liberale mascherandosi, per evitare la persecuzione giudiziaria, dietro a diversi pseudonimi. Visse anche a Berlino, dove divenne il corrispondente letterario del periodico Die Grenzboten, prima di ritornare a Vienna nel 1848.
Creò la dattilologia di Lorm, nel 1830 circa.

L'alfabeto dattilologico di Lorm

## Opere
- Abdul, 1843
- Wien's Poetische Schwingen und Federn, Wien 1847
- Gräfenberger Aquarelle, Berlin 1848
- Erzählungen des Heimgekehrten, Prag 1851
- Ein Zögling des Jahres 1848, Wien 1855
- Am Kamin, Berlin 1856
- Intimes Leben, 1860
- Novellen, Wien 1864
- Gedichte, Hamburg 1870
- Philosophisch-Kritische Streifzüge, Berlin 1873
- Geflügelte Stunden. Leben, Kritik, Dichtung, Leipzig 1875
- Hieronymus Napoleon (Drama), 1875
- Das Forsthaus (Drama), 1875
- Die Alten und die Jungen (Drama), 1875
- Der Naturgenuss. Eine Philosophie der Jahreszeiten, Berlin 1876
- Neue Gedichte, Dresden 1877
- Todte Schuld, Stuttgart 1878
- Späte Vergeltung, Hamburg 1879
- Der Ehrliche Name, Dresden 1880
- Ausserhalb der Gesellschaft, 1881
- Der Abend zu Hause, Berlin, A. Hofmann 1881
- Wanderer's Ruhebank, Leipzig 1881
- Ein Kind des Meeres, Dresden 1882
- Ein Schatten aus Vergangenen Tagen, Stuttgart 1882
- Der Fahrende Geselle, Leipzig 1884
- Natur und Geist im Verhältnis zu den Kulturepochen, Teschen 1884
- Vor dem Attentat, Dresden 1884
- Die Schöne Wienerin, Jena 1886
- Auf dem Einsamen Schlosse, 1887
- Das Leben Kein Traum, Breslau 1887
- Die Muse des Glücks und Moderne Einsamkeit, Dresden 1893
- Der grundlose Optimist (Essay), Wien 1894